# Satoshi Motoyama
Satoshi Motoyama, född 4 mars 1971 i Tokyo, är en japansk racerförare.

## Racingkarriär
Motoyama är en av de mest framgångsrika förarna inom japansk racing med fyra titlar i Formel Nippon. Han har också vunnit den japanska Super GT-serien flera gånger. 
Motoyama var fredagstestförare för formel 1-stallet Jordan i samband med Japans Grand Prix 2003 och försäsongstestförare för Renault 2004.